# Theodor Haag
Theodor "Theo" Haag (13. ožujka 1901. – 27. kolovoza 1956.) je bivši njemački hokejaš na travi. 
Osvojio je brončano odličje na hokejaškom turniru na Olimpijskim igrama 1928. u Amsterdamu igrajući za Njemačku. Na turniru je odigrao sva četiri susreta. Igrao je na mjestu napadača i postigao je pet pogodaka. Junak je pobjede u susretu za brončano odličje protiv Belgije. Sam je postigao sva tri pogotka protiv Belgije. Dijelio je mjesto drugog najboljeg strijelca turnira, zajedno s Indijcima Georgeom Marthinsom i Ferozeom Khanom.

## Vanjske poveznice
- Profil na Sports-Reference.com  Arhivirana inačica izvorne stranice od 14. studenoga 2012. (Wayback Machine)